# 李俊乡
李俊乡，是中华人民共和国宁夏回族自治区中卫市海原县下辖的一个乡镇级行政单位。

## 行政区划
李俊乡下辖以下地区：
团结村、李俊村、蔡祥村、红星村、联合村、永丰村、李洼村、蒿滩村和上窑村。